# Ivan Ceakulev
Ivan (Ionce) Nedev Ceakulev (în bulgară Иван (Йонче) Недев Чакулев; n. secolul al XIX-lea, Ohrid, Imperiul Otoman – d. 25 august 1911, Agios Germanos⁠(d), Epir-Macedonia de Vest⁠(d), Grecia) a fost un revoluționar bulgar, voievod de Prespa al Organizației Revoluționare Interne Macedoneană-Adrianopol.

## Biografie

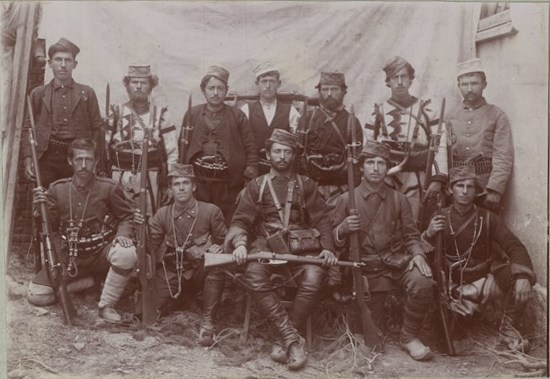
Ivan Ceakulev (în față)

Ivan Ceakulev s-a născut în orașul Ohrid, care făcea parte atunci din Imperiul Otoman. În 1904 s-a alăturat Organizației Revoluționare Interne Macedoneană-Adrianopol și a fost membru al grupării de cetnici conduse de Ghero Resenski. Din 1907 și până la declanșarea Revoluției Junilor Turci în iulie 1908 a fost un voievod independent de Prespa.
În timpul acțiunii de dezarmare a junilor turci din 15 august 1910, a fost urmărit, a fost nevoit să se ascundă și a acționat cu un detașament în regiunea Prespa. În 2 septembrie 1910 casa lui din Ohrid a fost incendiată.
A murit la 25 august 1911 lângă satul Agios Germanos într-o luptă cu un soldat turc.